# Fanny Stapf
Fanny Stapf (* 1991 in Wien) ist eine österreichische Reporterin und Moderatorin.

## Leben
Stapf wuchs im 6. Wiener Gemeindebezirk auf und absolvierte ihr Bachelor- und Masterstudium in Theater-, Film- und Medienwissenschaften an der Universität Wien. Als Kind war sie als Kinderreporterin für Confetti TiVi tätig. Mehrere Jahre arbeitete sie im Kinder- und Jugendtheaterbereich als Regieassistentin und Produktionsleiterin in Deutschland und Österreich. Nach ihrem Diplomabschluss an der Bayerischen Akademie für Fernsehen und Digitale Medien in München wurde sie aus über 550 Bewerbern und Bewerberinnen als erste Österreicherin an der RTL-Journalistenschule in Köln aufgenommen.
Von 2017 bis 2019 war sie für die RTL-Mediengruppe tätig, wo sie gelegentlich auch die n-tv News moderierte. Einige Monate arbeitete sie im ZDF-Korrespondenten-Büro in New York.
Seit März 2019 ist Fanny Stapf als Reporterin und Redakteurin bei ORF 1 tätig. Während der COVID-19-Pandemie in Österreich moderierte Fanny Stapf die ORF 1-Freistunde, in der sie Kinder und Jugendliche mit informativem Material durch den Vormittag führte. Ab Herbst 2020 moderierte sie in ORF 1 und auf dem dazugehörigen TikTok-Kanal das speziell für eine junge Zielgruppe konzipierte Wissensmagazin Fannys Friday. Die Sendung wurde mit 4. Februar 2022 eingestellt. Seit März 2022 moderiert sie die Sendung ZIB Zack Mini, eine Kinderversion der ZIB.
Seit März 2024 moderiert sie zusammen mit Andi Knoll Die große Chance.

## Filmografie
- 2005: Der Handschuh